# Philippe de La Hire
Philippe de La Hire (eller Lahire eller Phillipe de La Hire), född den 18 mars 1640 i Paris, död där den 21 april 1718, var en fransk matematiker och astronom. Enligt Bernard le Bovier de Fontenelle var han en "akademi i sig själv".
Philippe de La Hire var son till Laurent de La Hire, en känd konstnär. Han flyttade till Rom 1660 för att studera måleri. När han återkom till Paris började han studera vetenskap och visade fallenhet för matematik. Han blev medlem av Franska vetenskapsakademien 1678. Senare blev han aktiv astronom och satte ihop tabeller över solens, månens och planeternas rörelser. Från 1679-1682 gjorde han flera observationer och mätningar av den franska kusten och 1683 hjälpte han till att kartlägga Frankrike genom att förlänga Parismeridianen norrut. Han tog plats på stolen för matematik på Collège Royale 1683. Från och med 1687 undervisade han på Académie d’architecture.
La Hire skrev om grafiska metoder 1673, om koniska sektioner 1685, en avhandling om epicykloider 1694, en avhandling om roulettekurvor 1702 och till sist ännu en om koniska sektioner 1708. Hans arbeten om koniska sektioner och epicykloider grundade sig på Desargues läror, han var en av Desargues favoritstudenter. Han översatte också en essä av Manuel Moschopulus om magiska kvadrater och samlade ihop många av de teorem om dessa som var kända sedan tidigare, detta publicerades 1705. Han publicerade också en uppsättning astronomiska tabeller 1702. La Hires arbeten omfattade även deskriptiv zoologi, respiration och optik.
Två av hans söner bör också noteras för sitt vetenskapliga arbete: Gabriel Philippe de La Hire (1677-1719), matematiker, och Jean Nicolas de La Hire (1685-1727), botaniker.
Berget Mons La Hire på månen har fått namn efter honom.

## Bibliografi i urval

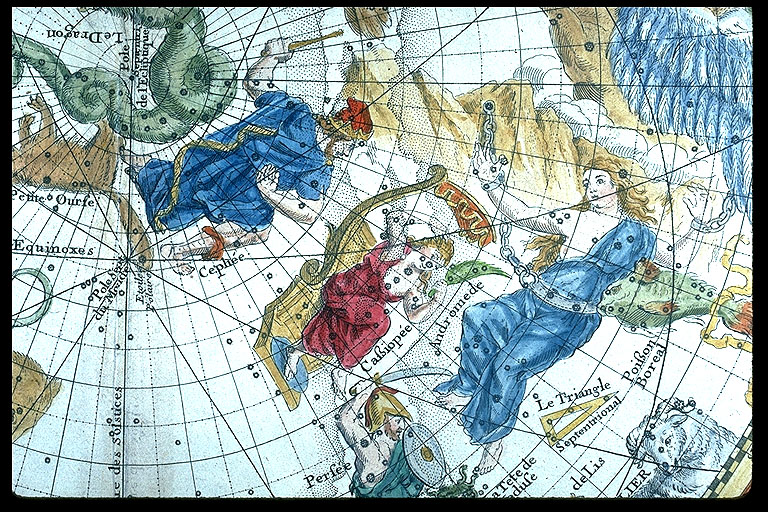
Andromeda och Cassiopeia, detalj från Planisphere celeste (1705).